# Ferula pseudalliacea
Ferula pseudalliacea là một loài thực vật có hoa trong họ Hoa tán. Loài này được Rech.f. mô tả khoa học đầu tiên năm 1952.